# Oscar Browning
Oscar Browning (Londres, Reino Unido, 17 de enero de 1837 – Roma, Italia, 6 de octubre de 1923) fue un escritor, historiador y pedagogo británico. Su mayor logro fue fundar, junto a Henry Sidgwick, el Day Training College de la Universidad de Cambridge en 1891. Esta fue una de las primeras instituciones de Gran Bretaña en centrarse en la formación de educadores, comparable solo al Hughes Hall, también de Cambridge, fundado por Elizabeth Hughes en 1885.

## Biografía
Nació en Londres, hijo del comerciante William Shipton Browning. Educado en Eton College, fue alumno de William Johnson Cory. También asistió a King's College, de Cambridge, donde se graduó en Estudios clásicos en 1860, y donde fue instalado en los exclusivos Apóstoles de Cambridge, una sociedad de debate para la élite de Cambridge.
Durante 15 años Browning enseñó en Eton College, hasta que fue despedido en el otoño de 1875 después de un gran escándalo por pedofilia en el que se vieron involucrados varios de sus alumnos en Eton. La iglesia de sus padres, St. Andrew's, en Clewer, describe las razones de su despido como "su conversación imprudente, sus favoritos y su espíritu anárquico".
Tras su paso por Eton, Browning regresó a King's College, Cambridge, donde gozó de una plaza de por vida y alcanzó una reputación de sabio, convirtiéndose en el conocido "O.B.". Viajó a la India por invitación de George Curzon, tras su nombramiento como virrey. En 1876 reanudó su residencia en Cambridge, donde se convirtió en profesor universitario de Historia. Pronto se convirtió en una figura prominente en la vida universitaria y universitaria, animando especialmente el estudio de la ciencia política y la historia política moderna, la extensión de la enseñanza universitaria y el movimiento para la formación de profesores.
Browning fue nombrado director del Day Training College (1891-1909), facultad de Formación del profesorado de la Universidad de Cambridge, tesorero de la Cambridge Union Society (1881-1902), tesorero fundador del Club Liberal de la Universidad de Cambridge (1885-1908) y presidente de Cambridge Footlights 1890-1895).
Browning fue diputado de la Cámara de los Comunes en tres ocasiones, dentro de las filas del Partido Liberal  : en Norwood en 1886, East Worcestershire en 1892 y West Derby en 1895.
Browning dejó Cambridge en 1908 y se retiró a Bexhill-on-Sea. En 1914 visitó Italia, semanas antes del estallido de la Primera Guerra Mundial. Decidió quedarse allí y pasó sus últimos años en Roma, donde murió en 1923 a la edad de 86 años.
Fue miembro de los clubes Athenaeum, Alpine.

## Influencia cultural
Hoy en día la mayoría de la gente conoce a Browning como el villano del arco del manifiesto feminista de Virginia Woolf, Una habitación propia (A Room of One's Own). Citando a H.E. Wortham, Woolf condena a Browning como alguien que "solía declarar que la impresión dejada en su mente, después de revisar cualquier examen, era que la mejor mujer era intelectualmente inferior al peor hombre ". Después de trazar una imagen desagradable de la inclinación sexual de Browning hacia los jóvenes, Woolf termina teorizando que "si aceptamos que Oscar Browning fue una gran figura en Cambridge en cierto momento, su negativa a aceptar la inteligencia de las mujeres habría dejado huella en sus alumnos, y cuando fueran padres algún día, sus palabras podrían ser citadas por ellos para disuadir a sus hijas de seguir una educación superior".
Wortham, su primer biógrafo, era sobrino de Browning y tuvo acceso a los papeles privados del profesor, pero incluyó pocas notas a pie de página en su biografía de 1927. De hecho, Wortham no proporciona ninguna fuente, contexto o cita para la desafortunada cita sobre la inferioridad de la inteligencia de las mujeres. Además, las fuentes de Wortham son imposibles de reconstruir debido a que Rosalind Moad, archivista de King's College, Cambridge, ha declarado que los documentos utilizados por Wortham para realizar esta biografía "han desaparecido" tras la publicación de la obra. Entre los documentos que faltan se incluyen casi todos los diarios de Browning y gran parte de su correspondencia. Sin embargo, bastantes papeles de Browning sobreviven en el archivo en Eton y otros lugares. Mark McBeth, un experto en las innovaciones educativas de Browning, ha afirmado que "materiales de archivo desacreditan el mito feminista de que Browning era antagónico a las cuestiones políticas de las mujeres ".

## Obra

### Libros
- Modern England, 1820–1874 (1878) edición en línea
- An Introduction to the History of Educational Theories (1881) edición en línea
- Historical Studies (1883) edición en línea
- Modern France, 1814–1879 (1885) edición en línea
- England and Napoleon in 1803, Being the Despatches of Lord Whitworth and Others (1887) edición en línea
- The Teaching of History in Schools : an Address Delivered Oct. 22, 1877 by Oscar Browning; together with a report of the conference on the teaching of history in schools (1887) edición en línea
- Aspects of Education: A Study in the History of Pedagogy (1888) edición en línea
- The New Illustrated History of England (4 v. 1888) edición en línea
- Modern England, 1815–1885 (1889) edición en línea
- Life of George Eliot (1890) edición en línea
- Dante: His Life and Writings (1891) edición en línea
- The Life of Bartolomeo Colleoni of Anjou and Burgundy (1891) edición en línea
- Guelphs and Ghibellines: A Short History of Mediaeval Italy from 1250–1409 (1893) edición en línea
- The Citizen, His Rights and Responsibilities (1893) edición en línea
- The age of the Condottieri: A Short History of Mediaeval Italy from 1409–1530 (1895) edición en línea
- Peter the Great (1898) edición en línea
- Charles XII of Sweden (1899) edición en línea
- History of Europe 1814–1843 (1901)
- Wars of the Century: and the Development of Military Science (1903) edición en línea
- Impressions of Indian Travel (1903) edición en línea
- Napoleon, the First Phase: Some Chapters on the Boyhood and Youth of Bonaparte, 1769–1793  (1905) edición en línea
- The Fall of Napoleon (1907) edición en línea
- Memories of Sixty Years at Eton, Cambridge and Elsewhere (1910), ISBN 1-4021-8433-6 edición en línea
- A History of the Modern World, 1815–1910 (1912) edición en línea
- Memories of Later Years (1923) edición en línea

### Artículos
- Un número de artículos (incluyendo encima Julius Caesar, Dante Alighieri, Educación, y Johann Wolfgang von Goethe) en la 9.ª edición (1875-89) del Encyclopædia Britannica y reprinted en la décima edición (1902).[11]